# Jaroslav Walter
Jaroslav Walter (5. ledna 1939 Sobědraž – 20. června 2014 Bratislava) byl český a československý hokejový útočník a později trenér.
Jako hráč působil v letech 1956–1964 Litvínově, s přestávkou v letech 1958–1960, kdy hrál za Duklu Jihlava. V letech 1964–1969 hrál ve Slovanu Bratislava a následující tři roky strávil v rakouských klubech EC Innsbruck a ATSE Graz. V první polovině 60. let se prosadil i v československé reprezentaci, se kterou získal bronzové medaile na Mistrovství světa 1963 a Zimních olympijských hrách 1964.
Po ukončení aktivní sportovní kariéry byl především trenérem bratislavského Slovanu a trenčínské Dukly. Za přínos pro slovenský lední hokej mu byl roku 2004 udělen Zlatý odznak SZĽH a roku 2005 byl uveden do Síně slávy slovenského hokeje.

## Úspěchy
Mezinárodní
- 3. místo – MS 1963 (Stockholm)
- 3. místo – ZOH 1964 (Innsbruck)
- 3. místo – ZOH 1992 (Albertville) – trenér
- 3. místo – MS 1992 (Bratislava a Praha) – trenér

Klubové
- 2. místo – Slovenská liga – 1987/1988 – (Dukla Trenčín) – trenér
- Mistr Slovenska – 1996/97 – (Dukla Trenčín) – trenér